# لی سو-نام
لی سو-نام (انگلیسی: Lee Soo-nam; ۲ فوریهٔ ۱۹۲۷ – ۸ ژانویهٔ ۱۹۸۴) بازیکن فوتبال اهل کره جنوبی بود.
وی همچنین در تیم ملی فوتبال کره جنوبی بازی کرده‌است.
وی در مسابقات کشوری و بین‌المللی در مجموع برندهٔ ۱ مدال طلا شده‌است.